# Битва при Дурбе
Битва при Ду́рбе, или битва у озера Дурбе, — сражение войск Тевтонского ордена под командованием ливонского магистра Буркхарда фон Хорнхаузена и маршала Пруссии Генриха Ботеля и их союзников — куршей (перешедших в начале битвы на сторону противника), эстов, пруссов, датчан и шведов с войском жемайтов, состоявшееся 13 июля 1260 года (в день блаженной девы Маргариты, in die beate Margarethe) недалеко от нынешнего городка Дурбе в западной Латвии. Битва закончилась полной победой жемайтов (в немецких хрониках того времени они именуются «литвинами» или «литвинами из Жемайтии» — «Lettowen, die Sameiten sin genant», «Lethowini de Samethia»).

## Предыстория

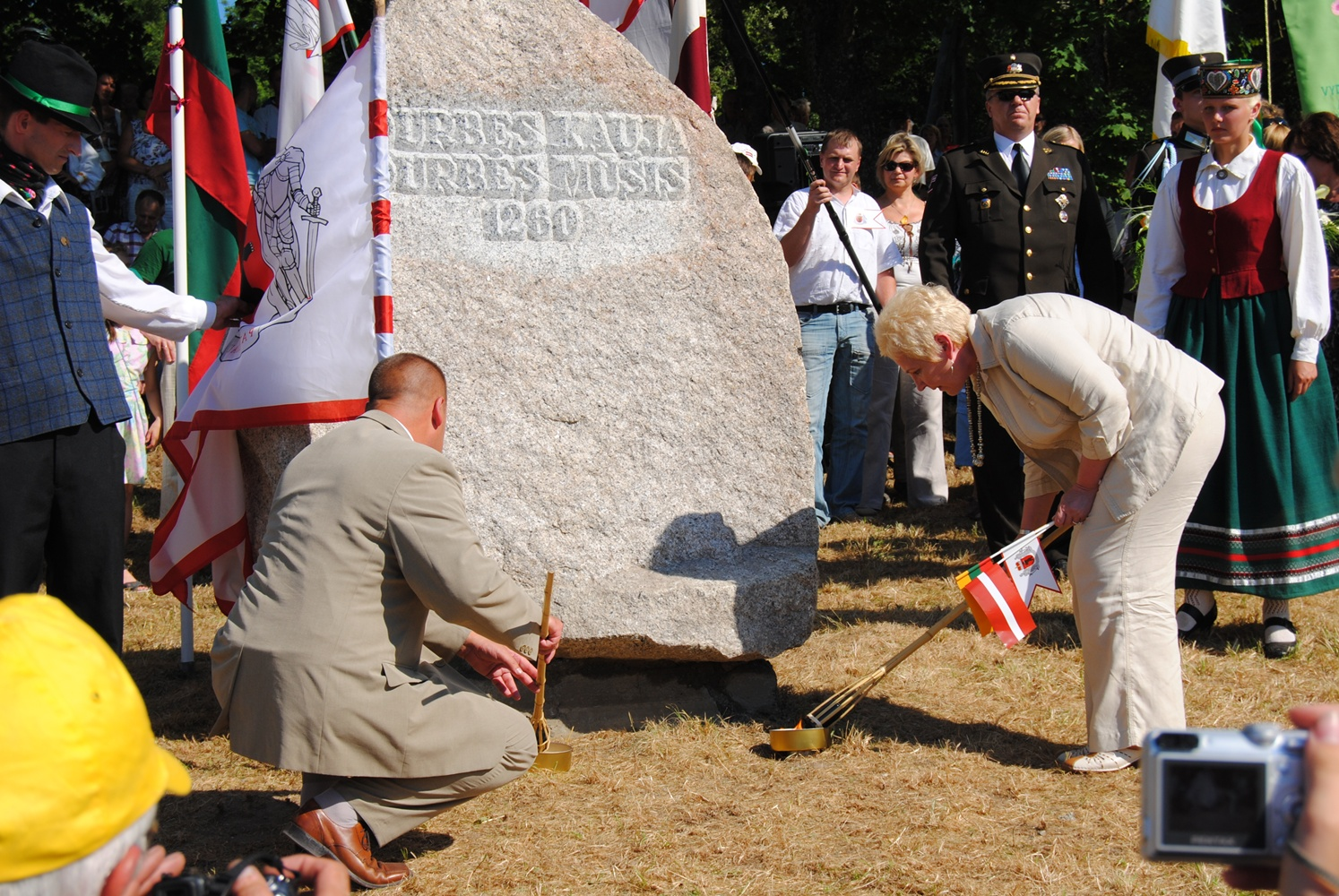
Открытие памятного знака на месте сражения членами парламентов Латвии (Гундарс Даудзе) и Литвы (Ирена Дягутене)

С целью создания опорного пункта для противостояния жемайтам в 1259 году ливонским магистром Буркхардом фон Хорнхаузеном было завершено строительство замка на горе Святого Георгия (castrum… in monte Santi Georgii; Георгенбург) в Карсовии. Этот немецкий замок локализуется исследователями в районе современного города Юрбаркас (Литва).
В том же году в Жемайтии вспыхнуло восстание во главе с князем Тройнатом, войско которого нанесло поражение ливонским рыцарям в битве при Скуодасе. Кроме того, жемайты построили свою крепость рядом с немецким замком на горе Святого Георгия и приступили к его осаде.
Ливонский магистр фон Хорнхаузен и маршал Пруссии Ботель решили организовать совместный поход для помощи осаждённым в замке Георгенбург. Войско прусского маршала направилось к Мемелю, где соединилось с рыцарями из Ливонии, которых сопровождали союзные отряды эстов и куршей, а также датские и шведские воины во главе с принцем Карлом. Однако в ходе движения на Георгенбург получено известие о набеге жемайтов на Курляндию (Куронию), в результате направление похода было изменено. Объединённое рыцарское войско встретилось с противником близ озера Дурбе в Курляндии.

В год от Рождества Христова 1260 братья из Ливонии и Пруссии собрались с сильными войсками, чтобы доставить провизию братьям из замка святого Георгия, и, когда они приблизились к этому замку, прибыл гонец, сказавший, что 4 тысячи литвинов разоряют некую часть земли Куронии огнём и мечом и проливают кровь многих христиан и увели взятых в плен женщин и детей со множеством другой добычи…
— Пётр из Дусбурга «Хроника земли Прусской»

## Сражение

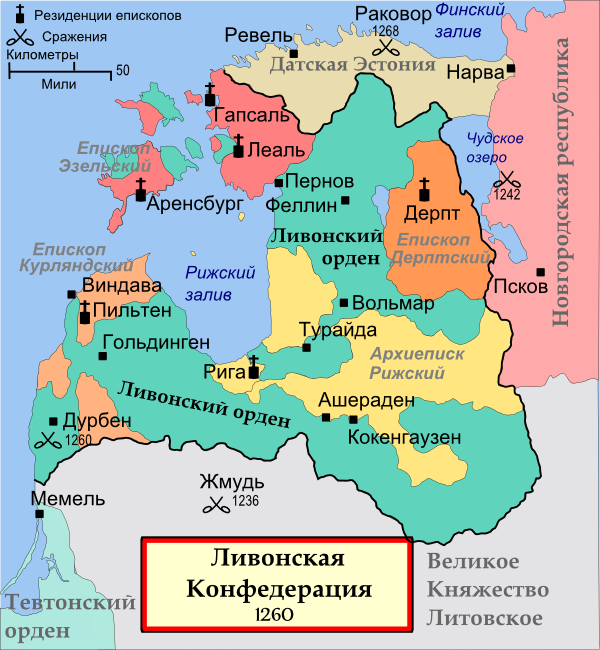
Ливонская конфедерация в 1260 году

13 июля 1260 года произошло кровопролитное сражение. Основу орденского войска составляла тяжеловооружённая рыцарская конница численностью в 200 человек. В начале битвы курши перешли на сторону жемайтов и напали на войско Ордена с тыла, а эсты покинули поле битвы (лишь часть пруссов до конца сражалась на стороне Ордена).

…пришли курши, смиренно прося, чтобы, если Бог пошлёт христианам победу, они вернули бы им женщин и малых детей. Хотя братья были вполне склонны удовлетворить их просьбы, однако простолюдины прусские и ливонские возразили, заявляя, что поступят с пленными их по обычаю, до сих пор соблюдаемому в войне. Из-за этого курши затаили такую злобу против веры и массы христиан, что, когда братья начали сражаться с литвинами, они, словно вероотступники, обрушились на христиан с тыла, и поскольку литвины сражались впереди, курши сзади, то почти весь народ обеих земель, бросив там братьев и верных им людей, ушёл…
— Пётр из Дусбурга «Хроника земли Прусской»
Войско жемайтов возглавлял князь Тройнат. Жемайты вместе с куршами окружили со всех сторон малочисленное войско рыцарей и их союзников и уничтожили его. Согласно Ливонской рифмованной хронике и Хронике Петра из Дусбурга, погибло 150 рыцарей Ордена, много простых воинов, магистр Буркхард фон Хорнхаузен, маршал Генрих Ботель и принц Карл. В плен попало около 15 рыцарей, восемь из них жемайты сожгли живьём, мстя за свои потери. Сразу же после окончания битвы войско жемайтов отступило вместе с захваченными трофеями в Жемайтию, не став продолжать военную кампанию в Курляндии.

## Последствия
Георг фон Айхштедт (Юрье из Эйхштадта, Jurie von Eichstadt), бывший комтур замка Зегевольд (1252—1260 годы), избранный ландмейстером Тевтонского ордена в Ливонии, собрал войска для похода против изменников-куршей. В «Дюнамюндских анналах» рассказывается, что «в следующую зиму была битва против литовцев у Ленневардена в день блаженного Власия» (3 февраля 1261 года). Рыцарское войско вновь потерпело поражение.
В 1261 году король Литвы Миндовг и великий князь Владимирский Александр Невский заключили союз против Ордена. В 1262 году новгородские, тверские, полоцкие и союзные литовские полки под номинальным началом 12-летнего новгородского князя Дмитрия Александровича предприняли поход в Ливонию и осадили город Дерпт, сожгли посад, но города не взяли.
Поражение ордена послужило толчком для масштабных восстаний покорённых прибалтийских народов, в первую очередь — пруссов в 1261—1274 годах (более известное как «второе прусское восстание»), куршей (покорены в 1267 году) и земгалов (покорены в 1290 году) и сааремааских эстов.